# Zaluzania
Zaluzania là một chi thực vật có hoa trong họ Cúc (Asteraceae).

## Loài
Chi Zaluzania gồm các loài: